# Profundiscrobis flagelliformis
Profundiscrobis flagelliformis är en stekelart som beskrevs av Zhang och Huang 2001. Profundiscrobis flagelliformis ingår i släktet Profundiscrobis och familjen sköldlussteklar. Inga underarter finns listade i Catalogue of Life.